# Sur la corde
Sur la corde (Twanged) est un roman policier américain de Carol Higgins Clark publié en 1998. C'est le quatrième titre de la série où apparaît l'enquêtrice Regan Reilly.

## Résumé
Un violon va bouleverser le Thanksgiving de Regan Reilly, alors qu’elle avait décidé de se reposer dans la villa de ses parents. Une chanteuse devant se produire dans un concert de musique country se retrouve menacée par un inconnu. Un héritier extravagant, son épouse disparue et le gourou de celle-ci vont se mêler à l’enquête.